# 多層次傳銷
多層次营銷（Multilevel marketing，簡稱為MLM），又稱倍增式市場（學）業務、結構行銷（Structure marketing）、多層次直銷（Multilevel direct selling）或多層次推銷，是直銷行業規模擴大後的一種行銷模式，發源於20世紀的美國。這種行銷策略在台灣、馬來西亞、歐美等國家和地區廣泛盛行。多位海外商家開辦的多層直銷公司，均藉此經營模式成為知名人士並登上富比斯全球富豪榜。
近年，多層次傳銷手法逐漸被社會不同商家企業運用作為促銷以及宣傳途經。多層次推銷獲取銷售獎金的方式有二：第一，可以經由銷售產品及服務給消費者，而獲得供應商零售獎金，為傳統的經典直銷分潤；第二，他們可以自直屬下線的銷售額或購買額中賺取由供應商給予的佣金，也可自直屬下線之再下線組織的總銷售額中賺取由供應商給予的佣金。

## 組成
一般直銷公司的會員，統稱為直銷商，與公司沒有直接的僱傭關係，沒有固定的月薪或是業績。直銷商透過人際關係介紹產品，靠產品口碑，將產品推銷給身邊的人，從這裡以他的直銷價購買產品，供應商這邊統計訂單後出貨，並以此統計分紅獎金，直銷商可以選擇將產品多銷售給其他消費者做分銷。比如說，他的消費者如認為產品合適喜歡，未來也可推薦他加盟成為會員。只要成為公司直銷商後，每月達到指定購買額，可以拿到批發價格，享受差價。並從事多層次营銷從業員，獲授權以低價取得公司的產品，把產品再介紹給其他自己的下線發展成推銷員，甚至成為下層直銷商後再發展第三層下線，賺取零售價與批發價的差額時也能多抽成。

## 下線
直銷商為了獲得更多奬金奬勵，除了正常銷售產品外，還可以招募對直銷行業有興趣的新人加盟，成為該直銷商的直屬「下線」，來擴大接觸範圍。根據直銷公司的市場計劃、奬金制度，直銷商將賺取「下線」組織總銷售額的部份銷售額，作為獎金回報。假設甲收乙為「下線」，當乙又招募丙為「下線」時，丙的部分獎金流回乙，當乙得到獎金時將部分獎金又流回甲，所以若上線「位置愈高」，愈是有利。
直銷商發展自己的銷售組織，通過自己建立的組織，鼓勵「下線」銷售產品和招募新人，從而擴大「下線」組織或人際網絡，進而穩固自己的銷售組織。
營商特色︰
1. 直銷商需要達到直銷公司指定的營業額，才能享受奬金制度的奬金回報。
2. 直銷商是直銷公司的「下線」，自己也是消費者。也可能不是
3. 每一位消費者都可以是直銷商，但不是每一位直銷商都能憑奬金制度而填補自己的指定消費額，甚至有盈利。

為避免負上相關法律責任，直銷公司極力避免將奬金制度視為佣金制度，建立神奇的奬金制度概念，強調是對營銷商幫助公司成長所作出貢獻的個人饋贈、贈送，而不是來自直銷商的勞務等價交換所得。禁止直銷商對外宣傳時將公司的饋贈視為佣金回報。雖然佣金與奬金兩者之間在本質上完全一樣。
佣金制度與奬金制度的唯一分別之處，就是直銷公司可以隨時單方面更改奬金制度甚至拒絶遵從奬金制度支付奬金而毋須任何理由，而拒絶支付佣金可能會被民事追討。
| 雙軌式奬金制度 | 雙軌式奬金制度 | 雙軌式奬金制度                 |
| -------------- | -------------- | ------------------------------ |
| 層數           | 每層人數       | 總參與人口                     |
| 1              | 1              |                                |
| 2              | 2              | 3                              |
| 3              | 4              | 7                              |
| 4              | 8              | 15                             |
| 5              | 16             | 31                             |
| 6              | 32             | 63                             |
| 7              | 64             | 127                            |
| 8              | 128            | 255                            |
| 9              | 256            | 511                            |
| 10             | 512            | 1,023                          |
| 11             | 1,024          | 2,047                          |
| 12             | 2,048          | 4,095                          |
| 13             | 4,096          | 8,191                          |
| 14             | 8,192          | 16,383                         |
| 15             | 16,384         | 32,767                         |
| 16             | 32,768         | 65,535                         |
| 17             | 65,536         | 131,071                        |
| 18             | 131,072        | 262,143                        |
| 19             | 262,144        | 524,287                        |
| 20             | 524,288        | 1,048,575                      |
| 21             | 1,048,576      | 2,097,151                      |
| 22             | 2,097,152      | 4,194,303                      |
| 23             | 4,194,304      | 8,388,607                      |
| 24             | 8,388,608      | 16,777,215                     |
| 25             | 16,777,216     | 33,554,431                     |
| 26             | 33,554,432     | 67,108,863                     |
| 27             | 67,108,864     | 134,217,727                    |
| 28             | 134,217,728    | 268,435,455                    |
| 29             | 268,435,456    | 536,870,911                    |
| 30             | 536,870,912    | 1,073,741,823                  |
| 31             | 1,073,741,824  | 2,147,483,647                  |
| 32             | 2,147,483,648  | 4,294,967,295                  |
| 33             | 4,294,967,296  | 8,589,934,591                  |
|                |                | 2022年11月15日全球人口達80億。 |

據全球人口統計，於2022年11月15日將達到80億，假設將全球只有一間直銷公司並且全球參與，奬金制度以最受直銷人員歡迎的雙軌制度計，完美平均分配「下線」最多只能達到第33層。
從數學模型可見，超過半數人口處於最低層，不能從「下線」獲益。至於能夠從奬金制度獲利抵消購物額度平甚至獲利，那麽人數將更少，99%參與者只是消費者。從發展策略來看，第33層的直銷商發展「下線」的來源，更多是爭奪其他直銷商的「下線」加盟，或者新建直銷公司由第1層重新開展，競爭是非常激烈的。
全球不止一間直銷公司，也不會只由一位直銷商開始，實際既得利益者還是直銷公司。

## 多層次營銷與直銷
單層次直銷與多層次营銷不同之處於單層次直銷不涉及人員的招募，以及只能從直接跟顧客交易之中獲得獎金。
直銷是生产者不经过中间环节，直接銷售商品给消费者，不透過超市等等零售通路。
傳銷是属于供應商想要扩大巩固自己的销售市场，利用傳導式銷售，將所有供應商的產品以人傳人的方式進行銷售，營造口碑提高商品知名度，並可一起经营生意。
多層次營銷對於直銷公司的優點︰
1. 不受季節性影响；
2. 不受地域性影响；
3. 不論何時，直銷商每月保證定額消費；
4. 毋須支付實體商店相關的成本，包括︰門巿租金、貨品倉庫、水電、裝修、維修、運輸、售後服務等費用影响；
5. 毋須僱用銷售員工，直銷商自己就是銷售員和消費者；
6. 免除公積金、僱員保險、銷售員在職培訓等人力成本和意外風險；
7. 節省為保持巿場知名度而投放的宣傳開支；
8. 免除銷售管理，更注專產品的研發和改良；
9. 全權控制奬金制度；

不論是傳銷或直銷，對直銷公司的銷售營業額而言，透過奬金制度吸引直銷商加盟，比較傳統店舖銷售模式，低廉的經營成本、和所冒的巿場風險都有壓倒性優勢。

## 爭議
有不法之徒利用多層次营銷經營手法進行詐騙以致備受爭議，多年來受到不少質疑。批評集中不法之徒的手法，金字塔式銷售（台灣俗稱老鼠会）類似、直銷商不可改變銷售產品的價格、入會費高昂、強調招募人員多於銷售、可作為副業而引入大批素質不一的業務員、着重於利用人際網絡進行銷售和招募人員、傳銷公司投入過多金錢於培訓材料。
根據報告，超過99%曾經參與過多層次直銷的人損失金錢。

## 多層次營銷與層壓式推銷
層壓式推銷，又稱金字塔式銷售、金字塔騙局。與多層次营銷极其類似，同樣有著重招募人員和發展銷售組織，因此造就了許多的矛盾與誤會，所以不少人誤认為多層次推銷等同於金字塔式銷售，但實際上多層次推銷還是基於銷售貨品以獲取利潤的事業，後者則是金融騙局。
非法营销之所以会存在，是因为有不法商人利用这种营销模式的奖励制度和便利性，使用各种手段欺骗消费者及新手下线来达到自己的利益，从此为这个营销模式留下污名。正巧遇到传销或直销，或者已经参与其中的人员可以利用几点来确认其正当性及合法性。非法的傳銷或直销多会靠欺骗會員費或者投資金进行獲利。非法行销需要交付高昂的入會費，保證金與違約金，強調招募人員多於銷售，產品效能被誇大，需要大量囤貨，經常鼓勵會員們投資不存在的投資項目或产品。最大的决定性在于，合法的营销公司拥有政府或協會所发放的营业准证。其营业准证的真实性可在政府的官方或協會网站得到核实。非法行銷公司利用了合法行銷公司的獎金制度和人們想要提早致富的心理，造成不少人因此受騙。
多数国家，把传销和直销都列为合法，將層壓式推銷列為犯罪行為，但於1998年4月，中国大陆基于方便打击猖狂的非法营销业，把多層次直銷列为非法活动，將多層次直銷和層壓式推銷合稱為傳銷。

## 不同國家／地區經營情況

### 臺灣
在台灣，多層次傳銷是合法的商業行為，廣為正規經營的大型「直銷」業者採用，而該行業也被主管機關（中華民國公平交易委員會）定位為「多層次傳銷事業」，受到《多層次傳銷管理法》約束。相形之下，其他俗稱「老鼠會」的金字塔式銷售，則為法律所不容。
根據公平會發布的《2018年台灣多層次直銷產業經營發展狀況調查結果》顯示，台灣直銷業總營業額達到新台幣830.27億元，營養食品銷售額最大，為新台幣503.7億元，其次為美容保養品和清潔用品。直銷商人數為308.38萬人，佔全台灣人口比例12.92%。性別比例方面，女性佔其中的69.99%，為215.84萬人；年齡分布方面，45歲至64歲者計有74.1萬人，其次為20歲至44歲者，計有73.42萬人。

### 香港
香港法例禁止金字塔式銷售（香港政府稱之為「層壓式推銷」，受到香港法例第617章《禁止層壓式推銷法條例》約束），但沒有禁止多層次直銷。為推動直銷業的專業性和從業員的操守，業界成立香港直銷協會，目前有十間直銷公司為香港直銷協會的會員。

### 中國大陸
1998年4月在中國大陸，多層次直銷與金字塔式銷售被合稱為傳銷，屬於經濟犯罪，只有直銷合法。

## 案例

### 
1979年，美國聯邦貿易委員會判定安利並不算是非法金字塔格式，但是操縱價格、誇張經銷商收入有罪，下令安利在聲明有關收入時要報告真正平均經銷商收入，並要指出半數以上並不賺錢，有收入的平均每月一百美元以下。 安利在1986年的一系列廣告中違反指令，被罰款十萬美元。

### 美麗樂
2011年，中華民國公平會決議，美麗樂公司因為違反多項規定，處55萬元罰款。當公平會檢查美麗樂國際股份有限公司業務時，發現公司改變營業所地址，未於法定期限內報備11項傳銷商品，經銷商契約違法，上年度財務報表未依法經會計師簽證。

### 美樂家
在1991至1997年，美國食品和藥物管理局、愛達荷州總檢察長辦公室連同密歇根州調查美樂家公司的各種非法營銷行為。1991年，公司因為違反防止非法金字塔法例而接到禁止令。 1992年，公司簽處對密歇根州和愛達荷州的承諾協議，同意不進行非法金字塔傳銷。 1997年，美國食品和藥物管理局警告公司其中兩項補充食品有虛假和誤導性的聲言。